# كي ميجان مكارثر
كي ميجان مكارثر (بالإنجليزية: K. Megan McArthur)‏ (و. 1971 – م) هي رائدة فضاء، وعالمة محيطات من الولايات المتحدة الأمريكية . ولدت في هونولولو .

## ريادة الفضاء
شاركت في المهمات الفضائية:
- STS-125.

## التعليم
تعلمت في جامعة كاليفورنيا، لوس أنجلوس